# 14115 Melaas
A 14115 Melaas (ideiglenes jelöléssel 1998 QO36) a Naprendszer kisbolygóövében található aszteroida. A LINEAR projekt keretében fedezték fel 1998. augusztus 17-én.